# Халифа ибн Шахбут Аль Нахайян
Шейх Халифа ибн Шахбут Аль Нахайян (араб. خليفة بن شخبوط بن ذياب آل نهيان‎; 1785—1845) — правитель из рода Аль Нахайян, эмир Абу-Даби в 1833—1845 годах, когда тот входил в Договорный Оман.

## Приход к власти
В апреле 1833 года Халифа взял власть вместе со своим братом и сообщником Султаном, свергнув своего племянника Тахнуна ибн Шахбута и убив его в ходе переворота. Из двух заговорщиков Халифа был наиболее способным, и Султан быстро занял подчинённое к нему положение. Халифа объявил о верности шейхства Абу-Даби эмиру Неджда. С самого начала своего правления Халифа столкнулся с угрозой заговора с целью убрать его и поставить на его место двоюродного брата, но он действовал решительно и казнил трёх главарей заговора. Общественное недовольство и вмешательство Султана остановили его принять те же меры к двум видным купцам, в итоге один из них был физически наказан и сослан в Лингех, а его имущество конфисковано.

## Раскол
Политика Халифы привела к отделению большей части секции Аль-Бу-Фаласах от племенной конфедерации Бани Яс во время сезона добычи жемчуга в том же году. Они утвердились в городе Дубай к северу от Абу-Даби. Дубай в то время был зависим от Абу-Даби и управлялся шейхом Мухаммедом ибн Хаззой ибн Заалом. При его поддержке 800 членов Аль-Бу-Фаласаха во главе с Мактубом ибн Бути и Убеидом ибн Саидом ибн Рашидом заняли город, в состав которого тогда входило около 250 домов в районе Шиндагхи и форт Аль-Фахиди на другой стороне залива Хубайба. Переселение было трудной задачей и происходило в течение некоторого времени на протяжении и после сезона добычи жемчуга в том году (с мая по ноябрь).
Почти сразу после этого шейх Шарджи Султан ибн Сакр двинулся походом на Абу-Даби, осадив город. За этим последовало отделение племени Кубайсат от Бани Яс, отправившегося и поселившегося в Хор эль-Удайде. Они занимались пиратством до тех пор, пока в мае 1837 года Халифа с британского согласия не напал на их поселение и не разграбил его, засыпав колодцы, разрушив здания и убив по меньшей мере 50 человек. В то время как часть племени бежала в Дубай, обращение Халифы с теми, кто вернулся в Абу-Даби, было снисходительным, и в конечном итоге сепаратисты, включая их вождя, были полностью прощены.

## Смерть
Халифа ибн Шахбут был убит в июле 1845 года, будучи гостем на празднике на пляже в Абу-Даби, что было вопиющим нарушением бедуинских законов гостеприимства. В конце мероприятия, когда большинство жителей города было занято добычей жемчуга или уходом за финиковыми пальмами, человек по имени Иса ибн Халид убил шейха.
Его смерть привела к короткой и кровопролитной борьбе за престолонаследие, когда ряд претендентов насмерть соперничали за место правителя.